# Stanisław Józef Bielski
Stanisław Józef Bielski (Gedyminowicz-Bielski) ps. Harry Cort (ur. 19 marca 1908 w Trzeszczanach, zm. 30 stycznia 1979 w Phoenix) – polski aktor filmowy i teatralny, przestępca i skandalista.

## Życiorys
Pochodził z rodziny szlacheckiej (Bielscy rościli sobie prawa do tytułu książęcego oraz herbu Pogoń Litewska). Pod koniec I wojny światowej miał odbyć z ojcem Janem Edwardem Bielskim podróż, obejmującą (wg jego własnych relacji) południe Europy, Afrykę i Azję. Po powrocie do Polski, w 1924 roku wstąpił do Korpusu Kadetów Nr 1 we Lwowie, a w 1925 roku zdał maturę w Gimnazjum Męskim pw. św. Kazimierza w Warszawie. Następnie wyjechał na studia do Paryża. W tym okresie, według wspomnień Aleksandra Janty, ujawnił się jego talent jako aktora, ale także jako oszusta.
Po powrocie do Polski, w 1929 roku dzięki protekcji dziennikarki Marii Jehanne Wielopolskiej otrzymał rolę w filmie 9.25. Przygoda jednej nocy (reż. Adam Augustynowicz, Ryszard Biske). Na potrzeby kreowanej tam roli amanta przyjął pseudonim Harry Cort. Na planie produkcji poznał Jarosława Iwaszkiewicza, z którym wdał się w homoseksualny romans (poeta poświęcił mu wiersze: Pożar w atelier i Do S.B.). Wkrótce potem Bielski stał się bohaterem skandalu obyczajowego, uwodząc w 1930 roku żonę dyrektora jednego z banków i kradnąc jej biżuterię, którą następnie zastawił (ostatecznie uniknął kary). W 1932 roku zdał egzamin aktorski i został przyjęty  do ZASP. występował w Teatrach: Kameralnym i 8:30 w Warszawie (1932) oraz Wielkim w Poznaniu (1933). W maju 1933 roku aktor miał wypadek samochodowy, kiedy to pojazd którym jechał, wpadł na drzewo na szosie pod Murowaną Gośliną. Do pracy aktorskiej powrócił po miesiącu, występując w latach 1933–1934 w rewiach i wodewilach m.in.: w Ciechocinku, Wilnie, Lwowie i Krakowie (współpracował wówczas z Jerzym Marrem). Następnie został wysłany przez ojca do rodzinnej posiadłości w San Remo – pobyt ten miał być karą za oszustwa i homoseksualne romanse. Bielskiemu udało się jednak uciec z domu, a następnie uwieść córkę amerykańskiego milionera, z którą miał się zaręczyć. Ostatecznie do ożenku nie doszło, a aktor – prowadząc rozrywkowy tryb życia – wpadł w nałóg narkotykowy. Stał się on przyczyną aresztowania Bielskiego w 1935 roku w Paryżu – przyciśnięty przez francuską policję artysta wydał swoich dilerów, otrzymawszy jedynie grzywnę w wysokości 300 franków.
Przez kolejne lata podróżował po Europie, obracając się w kręgach elit towarzyskich, gdzie powoływał się na swój tytuł książęcy. Od maja do czerwca 1939 roku przebywał w Stanach Zjednoczonych, a następnie zamieszkał w Londynie. Tam poznał pochodzącą z Kuby markizę Jeannine Marie de la Concepcion Renée de Giureoye. 1 sierpnia 1939 roku para zawarła związek małżeński, a świadkiem na ślubie był Jerzy, Książę Kentu.
Wybuch II wojny światowej zastał małżonków w Szwajcarii. Powrócili do Londynu, a następnie przez Madryt i Lizbonę w sierpniu 1940 roku dotarli do Nowego Jorku. Tam Bielski ogłosił się „pretendentem do tronu polskiego” oraz „przewodniczącym organizacji pomocy holenderskim i polskim ofiarom wojny w Kalifornii”. Żył wystawnie i udzielał koloryzowanych wywiadów brukowej prasie. Jak wynika z dokumentów, był członkiem polskiej misji wojskowej w Kanadzie (1941–1943). W 1941 roku, za namową żony, ulokował swoje środki finansowe u swojej teściowej. Dwa lata później małżonka wyjechała na Kubę, gdzie uzyskała rozwód z Bielskim, przejmując również jego majątek. Aktor do 1971 roku procesował się z byłą żoną o podważenie rozwodu, ostatecznie sprawę przegrał, a koszty sądowe zrujnowały go finansowo.
W 1946 roku jako „Stanislas Bielski” zagrał epizodyczną rolę w filmie Ostrze brzytwy (reż. Edmund Goulding). W 1951 roku został skazany przez sąd na 180 dni aresztu za drobne kradzieże, włóczęgostwo i nieobyczajne zachowania seksualne. Natomiast w 1968 roku wdał się w kolejny spór sądowy, tym razem o udział w spadku po zmarłym ojcu (wcześniej został przez niego wydziedziczony) – ostatecznie otrzymał niewielką kwotę, pochodzącą ze sprzedaży posiadłości w San Remo. Zmarł w nędzy i został pochowany na Saint Francis Catholic Cemetery w Phoenix.

## Filmografia
- 9.25. Przygoda jednej nocy (1929) – podróżnik Lars
- Karuzela życia (1930) – dziennikarz Jacek Trentkowski
- Halka (1930) – Janusz
- The Razor's Edge (1946) – mężczyzna w barze[2]